# 罗伯托·罗慕洛
罗伯托·雷伊·罗慕洛（英語：Roberto Rey Romulo，1938年12月9日—），是菲律宾的商人、政治家，曾任菲律宾外交部长，菲律宾驻比利时、卢森堡和欧洲共同体大使，还曾担任12家不同公司的董事长。